# Rhinogobio nasutus
Rhinogobio nasutus är en fiskart som först beskrevs av Kessler, 1876.  Rhinogobio nasutus ingår i släktet Rhinogobio och familjen karpfiskar. Inga underarter finns listade i Catalogue of Life.